# THE3名様
『THE3名様』（ザ さんめいさま）は、石原まこちんによる日本の漫画。
2005年にオリジナルDVDとして実写シリーズ化。『SMAP×SMAP』『ココリコミラクルタイプ』などを手がけた構成作家・福田雄一が監督・脚本を務めた。2005年5月16日発売の『スピリッツ』本誌内で実写化を告知した（その回の内容は実写化のキャスティングにまつわるエピソード）。
また2006年には、作品の一部分が『他人を見下す若者たち』（速水敏彦著・講談社現代新書）の帯に使用された。
2022年4月8日から映画「THE3名様〜リモートだけじゃ無理じゃね？〜」が1週間限定で公開された。
2024年5月24日よりFODにてドラマ『THE3名様Ω』を配信（全24話）。8月30日に映画『THE3名様Ω〜これってフツーに事件じゃね?!〜』が公開された。

## 概要
THE3名様
- 2000年 - 2007年
- 小学館の『ビッグコミックスピリッツ』

THE3名様 追加注文編
- 2008年
- Bbmfマガジンの携帯コミック

THE3名様 新装開店編
- 2010年 - 2012年
- アスキー・メディアワークスの『電撃コミック ジャパン』

THE3名様 壊れかけのド深夜編
- 2015年 - 2021年
- 『マンガ on Web』（電書バト（佐藤漫画製作所））

THE3名様（副題なし、仮にHANEDA・STAMPS CAFE編とする）
- 2015年 - 2016年
- ST MAGAZINEの『stamps magazine』
- 単行本未収録[4]。

THE3名様Ω
- 2022年 - 連載中
- LINE Digital Frontierの『LINEマンガ』CoMaxレーベル

THE3名様Ω ドラマ・映画化特別編
- 2024年
- フジテレビジョンの『FOD』
- ドラマ化と映画化を記念した描きおろし連載[5]。単行本未収録。

単行本は、これまでに小学館から全10集、Bbmfマガジンから「追加注文編」が1集、アスキー・メディアワークスから「新装開店編」が2集、電書バトから「壊れかけのド深夜編」が1集（電子のみ）、『THE3名様Ω』はCoMaxからが既刊5巻（電子のみ）と扶桑社から「メガ盛り」として1集が発行されている。
これといったストーリーはなく、フリーターの3人組がファミリーレストラン・サニーデイ（実写版ではビッグボーイ）にてダラダラと緩い会話を繰り広げる深夜の日常を描いた「だけ」の内容。毎週4ページの1話完結。
当作品と同様のコンセプトの作品としてファミレスで4人の主婦が会話を繰り広げるだけの『La 4名様』がある（この作品は『ファミレス以外! 石原まこちん短編集』に収録されている）。ファミレスではないがCIAの平社員3名が駄弁るだけの『陰謀論THE3名様Q～CIAの日常～』もある。

## 登場人物

### メインキャラクター
ふとし（実写版ではジャンボ）
本名：木村卓也（きむら たくや、実写版ではきむら まさし）。一番年上（あくまで誕生日が一番早いということ。3人は同級生）だが、その内向的性格から、グループ内では一番下の扱いを受ける。ファミレスではいつもフライドポテトを注文する。それ故にかフライドポテトの食べ方にかなりうるさく、ミッキーがフライドポテトを注文した際、あれこれ口出しをして鬱陶しがられた。幅広い趣味を持っており、一時期「ミルフィーユ木村」というペンネームで漫画家を目指していたこともある。
まっつん
本名：松田謙介（まつだ けんすけ）。マイペースで無口だが呟く言葉には重みがあり、ミッキーの言動に対して的を射た発言も。当初は大人しい性格だったが、回が進むにつれて他の客の目や、迷惑を顧みない傍若無人な振る舞い（ケチャップで窓にでかでかと絵を書く、キーが抜けなくなったからといって自転車を引きずって店内まで持ってくる、70匹以上のミドリガメを店内に持ち込もうとするなど）をするようになっていき、反社会的な行動を取ることも少なくないなど、3人の中で（行動面では）一番常識に欠けているような描写をされることが多い。オカルト系に多くの興味あり。また、ヘヴィメタルを心から愛する（主にスラッシュメタル好きでメガデスのファン）。一年中半袖のTシャツ姿といういでたちである。
ミッキー
本名：森原幹夫（もりはら みきお）。グループの自称リーダー格。社会情勢を斬ってみたりとスケールの大きいことを豪語しているが、客観的に見れば「口だけ」タイプ。本人はファッションセンスと流行には敏感のつもりだが、実のところ全くゼロである。網シャツに真っ赤なコートやホットパンツを軽々と取り入れる、ある意味ツワモノ。アメリカ合衆国好き。
なお、3人の詳細な設定はかなりいい加減であり、話によって誕生日が違っていたり、過去や生い立ちが矛盾している時が多々ある。

### サブキャラクターや特別ゲストキャラクター
もっちゃん
彼らの第4の仲間。連載当初からキャラクター紹介に現れていたが、様々な理由で登場することはなかった。しかし『ビッグコミックスピリッツ』2005年4月11日発売号で彼の正体が明らかになった。
朝倉さん
サニーデイの女性店員。物腰は優しく、カロリー数や産地でメニューが分かる。一時期まっつんが惚れていたことがあったが、既に彼氏がいるらしい。時給は川守くんより上。
川守くん
サニーデイの男性店員。気が弱く仕事もあまりできないが、いたって真面目。同僚に恋する場面も。人生初のバイトがこの仕事と語っている。
寺崎克己（てらさき かつみ）
サニーデイ本町通りの雇われ店長。登場回数も多かったが他店に移動させられた。
清水
ふとしのバイト先からやってきたまっつんの代理メンバー。ふとしやミッキーを見下し尊大な態度を取るが、まっつんに脅されてファミレスから逃げ出す。ボクシングをやっているらしい。
アイコ
aikoらしきキャラクター。3人の輪に入ったチャキチャキの関西人。ミュージシャンのaiko本人が本作品のファンであることから登場に至った。
パフェおやじ
実写版のみのキャラクター。細身で毛髪が薄く、縁の太い大ぶりの眼鏡をかけたサラリーマン風の中年男性。ビッグボーイを訪れては、毎回パフェを注文し、ひたすら食べ続ける。パフェに対する食欲は尋常ではなく、巨大なチョコレートパフェを平らげた後、さらに巨大なフルーツパフェを頼み食べ尽くしたこともあり、その様子を「わんこパフェ」と形容された。原型は原作版第7話「スーツケースの流れ者」に登場するひとりパフェのサラリーマン（姿は1コマだけ描かれている）。

## コラボ
『キン肉マン』とのコラボとして『THE超人様』が『週プレNews』内で連載。

## 単行本
単行本は通常の巻数システムだったが第3集以降、ファミレスのメニュー風の名称を採用した。

### 小学館

#### BIG SPIRITS COMICS SPECIAL
- 第1集（2001年5月）
- 第2集（2001年6月）
- 第3集「和風おろしハンバーグの章」（2004年7月）
- 第4集「激辛スパイシーポテトの章」（2004年11月）
- 第5集「シェフの気まぐれピッツァの章」（2005年4月）
- 第6集「豆ぬきフルーツみつ豆の章」（2005年9月）
- 第7集「トロピカルきのこカレーの章」（2006年1月）
- 第8集「ベジタブル野菜サラダの章」（2006年6月）
- 第9集「スプラッシュ烏龍茶の章」（2006年7月）
- 第10集「最後のラストオーダーの章」（2007年8月）

#### My First BIG
- コンビニコミック「ミラクル復刻メニュー」（2014年5月）

### Bbmfマガジン

#### GA COMICS
- 追加注文編（2010年5月）

### アスキー・メディアワークス

#### DENGEKI JAPAN COMICS
- 新装開店編（2011年9月）
- 新装開店編 その2（2012年2月）

### 電書バト
- 壊れかけのド深夜編（2020年4月）

### コマックス（CoMax）
- THE3名様Ω 1（2023年2月）
- THE3名様Ω 2（2023年2月）
- THE3名様Ω 3（2023年2月）
- THE3名様Ω 4（2024年7月）
- THE3名様Ω 5（2024年8月）

### 扶桑社
- THE３名様Ω メガ盛り（2024年8月）

### その他
- 明星食品「一平ちゃん 夜店の焼きそば 大盛り」付録「3分コミック THE3名様」（2002年）

## オリジナルビデオ

### DVD
- THE3名様（2005年8月）
- THE3名様「秋は恋っしょ!」（2005年11月）
- THE3名様「春はバリバリバイトっしょ!」（2006年4月）
- THE3名様「渚のダンシングナイト」（2006年8月）
- THE3名様「夏はやっぱり祭っしょ!!」（2006年11月）
- THE3名様「いい意味でアイラブユー」（2007年5月）
- THE3名様「みんなが選んじゃったベスト11 これってどーよ!?」（2007年8月）
- THE3名様「俺たちのサマーウインド」（2008年5月）
- THE3名様「ファミレズの今夜はオールナイト!」（2009年3月）
- THE3名様「ワーってなっちゃう5秒前」（2009年12月）

### シングルDVD
- THE3名様「マキシちゃってもよかですか？」（2010年3月発売）

### キャスト
- ジャンボ：佐藤隆太
- まっつん：岡田義徳
- ミッキー：塚本高史
- ウェイトレス：安藤玉恵
- ウェイター：小林大介
- パフェおやじ：志賀廣太郎

### スタッフ
- 脚本・監督：福田雄一
- 企画：森谷雄、南條昭夫、小林智浩
- プロデュース：森谷雄、西前俊典
- アソシエイトプロデューサー：山森哲郎、小榑洋史
- 音楽：SEREN-D（山根一＆森谷祐二）
- 撮影：中山光一、高野稔弘、川口勝仁、小野貴宏
- 照明：保坂温、市川徳充
- 美術：西村徹、島村篤史
- 録音：江坂強志
- 撮影技術：佐藤隆彦
- 助監督：保坂克己、本間利幸、久保田博紀
- 編集：栗谷川純
- スタイリスト：棚橋公子
- メイク：清水惇子、橘香央里、小室あい
- スチール：黒田光一
- 制作：アットムービー・クリエイティヴ
- 製作：日本出版販売、ポニーキャニオン、アットムービー

### スピンオフ作品
- THE3名様 スピンオフ「人生のピンチを救うパフェおやじの7つの名言」（2008年4月）

### 書籍
- THE3名様 DVD公式ガイドブック「読まなきゃダメっしょ?」（2007年8月）

## アニメ

### DVD（アニメ）
- THE3名様 アニメはアニメでありっしょ!（2009年2月4日）
  - 実写版キャストが同一の役で声優を務めている。

### キャスト（アニメ）
- ジャンボ：佐藤隆太
- まっつん：岡田義徳
- ミッキー：塚本高史
- ウェイトレス：安藤玉恵
- ウェイター：小林大介
- パフェおやじ：志賀廣太郎

### スタッフ（アニメ）
- 脚本・監督：福田雄一
- 原作：石原まこちん
- 企画：森谷雄、小林智浩
- アソシエイトプロデューサー：小榑洋史、加藤智子
- プロデュース：森谷雄

## ミニゲーム
2010年8月より携帯ゲームサイト「スーパーライト☆サクセス」にて、原作マンガ内にて3人が挑戦した遊び「ミルク積み上げ」をフィーチャーしたミニゲームが配信された。
シンプルな内容だが「ミッキー」 「まっつん」 「ふとし」の3人で、それぞれ手の動きが異なるなど趣向が凝らされている。スコアはランキングされ、全国ユーザーと競うことも可能だった。

## 映画

### 第1作『THE3名様〜リモートだけじゃ無理じゃね？〜』
『THE3名様〜リモートだけじゃ無理じゃね？〜』のタイトルで、2022年4月8日に1週間限定で公開された。

#### キャスト（第1作）
- ジャンボ：佐藤隆太
- まっつん：岡田義徳
- ミッキー：塚本高史
- ウェイター：小林大介
- ウェイトレス：桃月なしこ
- ウェイトレス：安藤玉恵

#### スタッフ（第1作）
- 原作：石原まこちん
- 脚本：石原まこちん
- プロデュース・監督：森谷雄
- 企画・製作プロダクション：アットムービー
- 製作：「映画 THE3名様」Partners
- 配給 ：アットムービー
- 配給協力：ティ・ジョイ メリーサン

### 第2作『THE3名様Ω 〜これってフツーに事件じゃね?!』
映画第2弾として『THE3名様Ω〜これってフツーに事件じゃね?!〜』のタイトルで、2024年8月30日に公開された。

#### キャスト（第2作）
- ジャンボ：佐藤隆太
- まっつん：岡田義徳
- ミッキー：塚本高史
- ウェイター・川守：小林大介
- ウェイトレス・岩元：桃月なしこ
- ウェイトレス・浅倉：安藤玉恵
- 暴走族総長：阿部亮平[7]
- 暴走族メンバー・ちゃたろー：山脇辰哉[7]
- 暴走族メンバー・かねまん：小野塚渉悟[7]
- 3名様の隣のボックス席のファミリー客：天野はな、土屋神葉[7]
- 覆面男の妻・ヒバリ：平岩紙[7]
- 覆面男：櫻井翔 (スペシャルゲスト)[7]

#### スタッフ（第2作）
- 原作：石原まこちん「THE3名様Ω」
- 脚本：石原まこちん、森谷雄
- 脚本協力：政池洋佑
- プロデュース・監督：森谷雄
- 企画・製作プロダクション：アットムービー
- 製作：「映画 THE3名様Ω～これってフツーに事件じゃね?!～」製作委員会
- 配給：ポニーキャニオン

## 配信ドラマ
映画第2弾に先んじて『THE3名様Ω』のタイトルで、2024年5月24日よりFODにて配信中、また7月25日より9月19日までフジテレビ（関東ローカル）で毎週木曜0時40分（水曜深夜）から、全8回で地上波放送された。

### キャスト（配信ドラマ）
- ジャンボ：佐藤隆太
- まっつん：岡田義徳
- ミッキー：塚本高史
- ウェイター・川守：小林大介
- ウェイトレス・岩元：桃月なしこ
- ウェイトレス・浅倉：安藤玉恵

### スタッフ（配信ドラマ）
- 原作：石原まこちん「THE3名様Ω」
- 脚本：石原まこちん
- 企画・プロデュース：森谷雄（アットムービー）
- 演出：森谷雄、小山亮太（共にアットムービー）
- エグゼクティブプロデューサー：下川猛
- プロデューサー - 鹿内植、國安馨
- 制作プロダクション：アットムービー
- 制作著作：フジテレビ